# Paul McCarthy (fotbollsspelare)
Paul McCarthy, född 4 augusti 1971 i Cork på Irland, död 19 februari 2017, var en irländsk professionell fotbollsspelare som spelat som försvarare för Ebbsfleet United. Han spelade över 500 matcher i The Football League och Conference National.

## Karriär
McCarthy påbörjade sin karriär i Brighton & Hove Albion där han spelade över 200 matcher innan han gick till Wycombe Wanderers för 100 000 pund i juli 1996. Hos Wycombe spelade han över 250 matcher på sju säsonger och hjälpte klubben till en semifinal i FA-cupen mot Liverpool i april 2001 där man dock förlorade med 2–1.
McCarthy gick i mars 2003 på lån till Oxford United och i slutet av säsongen skrev han ett permanent kontrakt med klubben. Efter 35 matcher för Oxford släpptes han på fri transfer sommaren 2004 varpå han gick till Hornchurch FC som inte spelade i någon liga.
Efter att Hornchurch drabbades av ekonomiska svårigheter gick McCarthy till Football Conference-klubben Gravesend and Northfleet, numera Ebbsfleet United, i november 2004. 2007 förlängde McCarthy kontraktet med Ebbsfleet med ytterligare tolv månader och vid slutet av säsongen 2007/2008 hade han redan spelat 110 matcher för klubben och vunnit FA Trophy efter 1–0-vinsten i finalen mot Torquay United.